# جزيرة بوتري الغربية
جزيرة بوتري الغربية وهي جزيرة من جزر إندونيسيا، وتقع في إقليم جاكارتا، في بولاو سيريبو ضمن شمال الجزر الألف.